# Cuevas de Folx-les-Caves
Las cuevas de Folx-les-Caves (en francés: Grottes de Folx-les-Caves) son unas cuevas subterráneas en el municipio de Orp-Jauche (Brabante valón) en Bélgica.
No es realmente una cueva natural, pero si una mina subterránea. Algunos afirman que la "cuevas" datan de la prehistoria, pero esta información es errónea y sin apoyo en prueba alguna. El sitio exacto es desconocido, pero dos diferentes tipos de rocas han sido explotados, una piedra caliza friable, rica en carbonato de calcio se ha utilizado al menos desde la Edad Media hasta la modificación de las tierras agrícolas. Otra roca mucho más conocida fue extraída a pequeña escala para la construcción de algunas casas (aún visibles cerca del sitio y cerca de la iglesia) dejó de ser usada en el último tercio del siglo XIX. 
Las paredes de esta mina están cubiertas con contusiones de pico que son el testimonio del trabajo realizado con anterioridad. Una rampa se encuentra actualmente en la entrada a las cuevas a una profundidad de 13 m. Las cuevas se extienden alrededor de seis hectáreas y hasta 18 m de profundidad. Los deslizamientos de tierra han bloqueado varias galerías. Esta cantera subterránea antigua se puede visitar, pero algunos espacios están cerrados al público.